# Saint-Basile, Ardèche
Saint-Basile là một xã ở tỉnh Ardèche, vùng Auvergne-Rhône-Alpes ở đông nam nước Pháp.